# Catagramma preta
Catagramma preta är en fjärilsart som beskrevs av Anton Heinrich Fassl 1922. Catagramma preta ingår i släktet Catagramma och familjen praktfjärilar. Inga underarter finns listade i Catalogue of Life.